# Leuconia dura
Leuconia dura är en svampdjursart som först beskrevs av Hozawa 1929.  Leuconia dura ingår i släktet Leuconia och familjen Baeriidae. Inga underarter finns listade i Catalogue of Life.